# Bobby Vernon
Pour les articles homonymes, voir Vernon.
Bobby Veron est un acteur et scénariste américain né le 9 mars 1897 à Chicago, Illinois (États-Unis), décédé le 28 juin 1939 à Hollywood (États-Unis).

## Filmographie partielle

### comme acteur

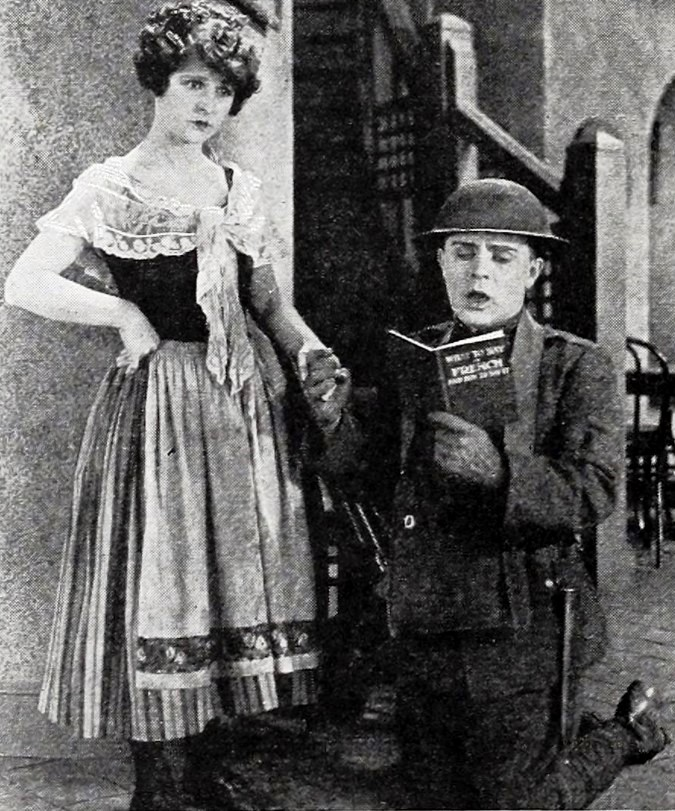
Bobby Vernon dans French Pastry (1925).

- 1915 : Fatty et la plongeuse (Fickle Fatty's Fall) de Roscoe Arbuckle
- 1916 : The Danger Girl de Clarence G. Badger
- 1916 : His Pride and Shame de Charley Chase et Ford Sterling
- 1917 : Les Tribulations de Bobby (Teddy at the Throttle) de Clarence G. Badger
- 1925 : French Pastry
- 1932 : Make Me a Star de William Beaudine

### comme scénariste
- 1935 : Les Joies de la famille de Clyde Bruckman
- 1936 : Poppy d'A. Edward Sutherland